# Benjamim de Calamata
Benjamim de Calamata foi um longínquo chanceler do Principado de Acaia da Grécia franca de 1297 até ao menos 1324.

## Vida
Benjamim aparece pela primeira vez em 1297, quando, após a morte do príncipe da Acaia, Florente de Hainaut (r. 1289–1297), sua viúva, a princesa Isabel de Vilearduin (r. 1289–1307), retirou-se para o Castelo de Calamata. Para governar o principado, Isabel nomeou Ricardo Orsini como bailio e Benjamim, que havia sido o protovestiário principal — um oficial equivalente ao camareiro ocidental e encarregado com a manutenção da lista de titulares feudais — como o novo chanceler. Benjamim foi sucedido como protovestiário por um grego chamado Vasilópulo. Em 1300, Ricardo Orsini foi substituído como bailio por Nicolau III, sob conselho de Benjamim. Marechal hereditário do principado e um de seus barões mais poderosos, Nicolau também foi um amigo íntimo de Benjamim. Isso estabeleceu um período de rivalidade de Ricardo e Benjamim.
Em 1301, Isabel casou-se com seu terceiro marido, Filipe de Saboia (r. 1301–1307). O nome príncipe rapidamente tornou-se impopular na Acaia por sua arrogância, modos despóticos, e desrespeito com os princípios feudais do principado. Imediatamente após sua chegada, agindo sob conselho de um partidário de Ricardo Orsini, Filipe prendeu Benjamim sob acusação de traição e aprisionou-o em Andravida. Nicolau de Saint Omer imediatamente confrontou o nome príncipe em Glarentza e veementemente protestou este ato; a violência foi evitada através da intervenção de Isabel e os conselheiros de Filipe. Benjamim foi libertado após o pagamento de 20 000 hipérpiros, e recebeu em troca a posse dum feudo em Peracora, próximo de Corinto. Apesar deste começo pouco auspicioso, Benjamim rapidamente conseguiu ganhar a confiança e estima de Filipe; sob seu conselho, o príncipe forçou Ricardo Orsini a adquirir um feudo pela mesma soma de 20 000 hipérpiros, que, dado sua morte e a de seu único herdeiro logo depois, foi revertido ao fisco acaio.
Em 1304, ele foi uma das testemunhas do casamento do filho e herdeiro de Ricardo Orsini, João I, e Maria Comnena Ducena. Em dezembro de 1320, Benjamim tornou-se um cidadão da República de Veneza, e em junho do ano seguinte, estava entre os magnatas acaios que enviaram uma carta ao doge de Veneza João Soranzo (r. 1312–1328) oferecendo a concessão do principado para ele. Ele ainda estava ocupando o posto de chanceler em junho quando uma carta do príncipe Filipe I de Taranto foi endereçada aos nobres e magnatas acaios.